# سوپرمن: مرد پولادین (بازی ویدئویی)
سوپرمن: مرد پولادین (به انگلیسی: Superman: Man of Steel) یک بازی ویدئویی در ژانر اکشن و ماجراجویی که در سال ۲۰۰۲ برای کنسول ایکس باکس توسط اینفورگرامرز منتشر شد. این بازی اقتباسی از یکی از کمیک بوک‌های سوپرمن به حساب می‌آید. این بازی به دلیل گرافیک از مد افتاده و کنترلر به شدت دشوار مورد انتقاد قرار گرفت.

## خلاصه داستان
داستان بازی از رویدادهای کمیک‌های سوپرمن: Y2K الهام گرفته شده است، جایی که برانیاک ۱۳ - یک شرور آینده‌نگر - متروپلیس را با یک ویروس تکنولوژیک آلوده کرد. سوپرمن موفق شد از گسترش آن جلوگیری کند، اما در نتیجه این اتفاق، شهر به یک «شهر فردا»ی واقعی تبدیل شد: ساختمان‌های عظیم و پیشرفته به آسمان سرکشیده‌اند، خودروهای شناور در هوا جابه‌جا می‌شوند و قطار پرسرعت ریل وال در سراسر شهر تردد می‌کند.
با شروع بازی، برانیاک ۱۳ تصمیم می‌گیرد به متروپلیس بازگردد و فناوری‌های پیشرفته شهر را جمع‌آوری کند. این اقدام باعث ایجاد هرج‌ومرج و خطرات بزرگی می‌شود که سوپرمن باید مانع آن شود. بازی از محیط‌های مختلفی مانند شهر متروپلیس، مدار زمین، کمربند سیارکی در اعماق فضا، ورلد وار متعلق به منگل شرور، و منطقه اسرارآمیز فانتوم زون عبور می‌کند. داستان توسط اسکات پترسون، نویسنده باتجربه دیسی کامیکس که پیش‌تر در نوشتن داستان بازی بتمن: دارک تامارو نیز مشارکت داشت، نوشته شده است.
شروران حاضر در بازی شامل برانیاک ۱۳، لکس لوتر، منگل، متالو، بیزارو شماره ۱، و سوپرمن سایبورگ می‌شوند.

## بازخوردها
| گردآورنده  | امتیاز |
| ---------- | ------ |
| گیم‌رنکینگز | 42.28% |
| متاکریتیک  | 44/100 |

| ناشر                    | امتیاز  |
| ----------------------- | ------- |
| وان‌آپ.کام               | D+      |
| آل‌گیم                   | [ ۵ ]   |
| الکترونیک گیمینگ مانثلی | 3.5/10  |
| گیم اینفورمر            | 4.75/10 |
| گیم‌پرو                  | [ ۸ ]   |
| گیم‌اسپات                | 6.4/10  |
| گیم‌زون                  | 4.9/10  |
| آی‌جی‌ان                  | 4.7/10  |
| اواکس‌ام (ایالات متحده)  | 5.8/10  |
| ایکس پلی                | [ ۱۳ ]  |
| Entertainment Weekly    | D−      |
| Maxim                   | 4/10    |